# Graminaseius polisensis
Graminaseius polisensis är en spindeldjursart som först beskrevs av Schicha och Corpuz-Raros 1992.  Graminaseius polisensis ingår i släktet Graminaseius och familjen Phytoseiidae. Inga underarter finns listade i Catalogue of Life.